# Pinogana
Pinogana è un comune (corregimiento) della Repubblica di Panama situato nel distretto di Pinogana, provincia di Darién. Si estende su una superficie di 42,9 km² e conta una popolazione di 405 abitanti (censimento 2010).